# Stefan Haack
Stefan Haack (* 20. Juni 1975 in Karl-Marx-Stadt) ist ein deutscher Rechtswissenschaftler.

## Leben
Nach dem Abitur 1994 am Werner-Heisenberg-Gymnasium Chemnitz studierte er von 1994 bis 1999 Rechtswissenschaften an der Universität Leipzig (1999 erstes juristisches Staatsexamen, 2003 zweites juristisches Staatsexamen). Nach der Promotion 2001 bei Christoph Degenhart an der Universität Leipzig und der Habilitation 2007 (Verleihung der Venia legendi für die Fächer Öffentliches Recht, Europarecht und Allgemeine Staatslehre) durch die Juristenfakultät der Universität Leipzig ist er seit 2015 Inhaber des Lehrstuhls für Öffentliches Recht, insbesondere Staatsrecht an der Juristischen Fakultät der Europa-Universität Viadrina.

## Schriften (Auswahl)
- Widersprüchliche Regelungskonzeptionen im Bundesstaat. Berlin 2002, ISBN 3-428-10781-0.
- Verlust der Staatlichkeit. Tübingen 2007, ISBN 3-16-149398-2.
- Der Staat mit den geteilten Organen. Paderborn 2013, ISBN 978-3-506-77774-4.
- Was bleibt von der Unterscheidung zwischen öffentlichem Recht und Privatrecht?. Tübingen 2019, ISBN 3-16-157650-0.